# Realejo-San Matías

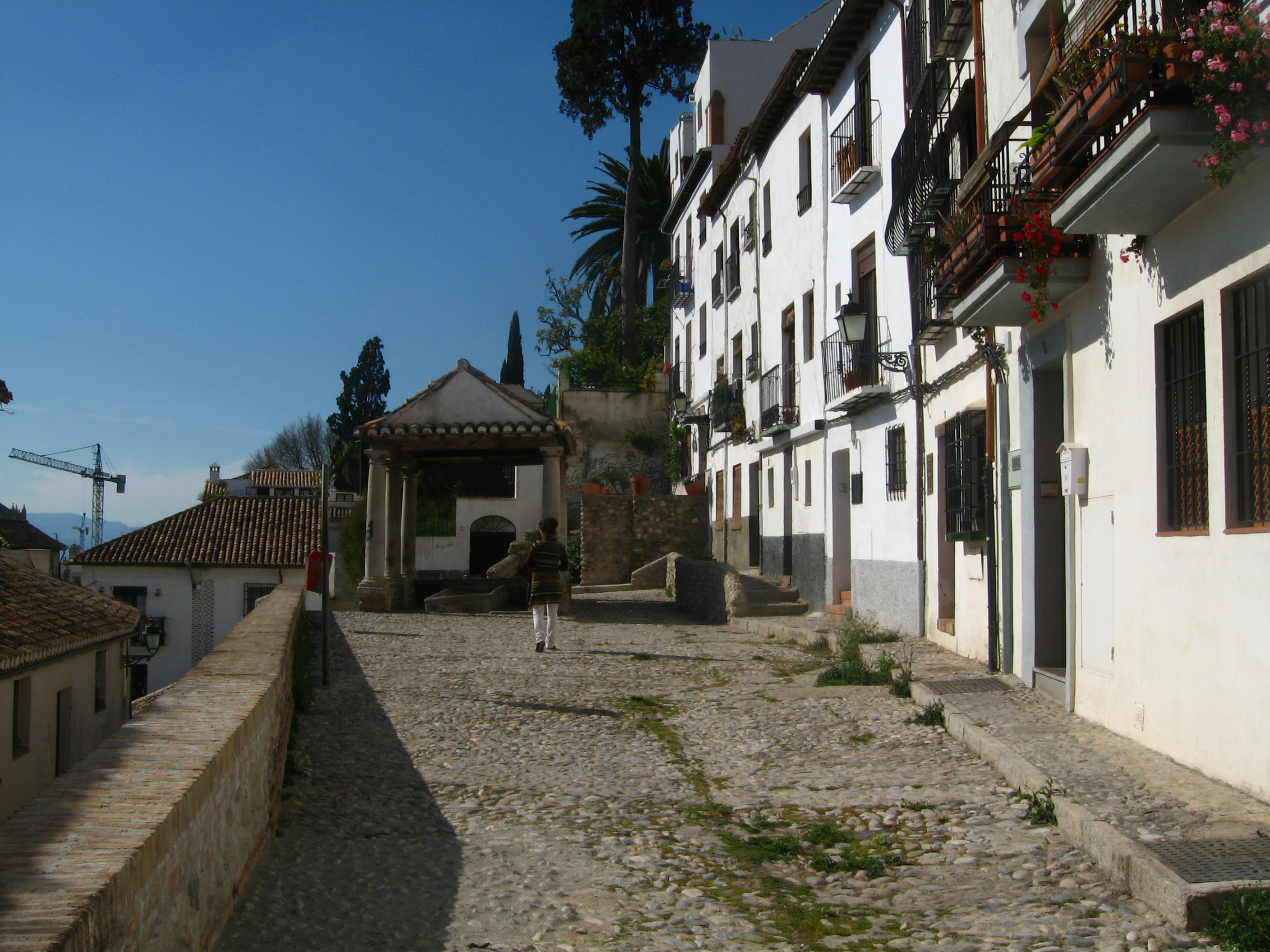
Blick von der Puerta del Sol.

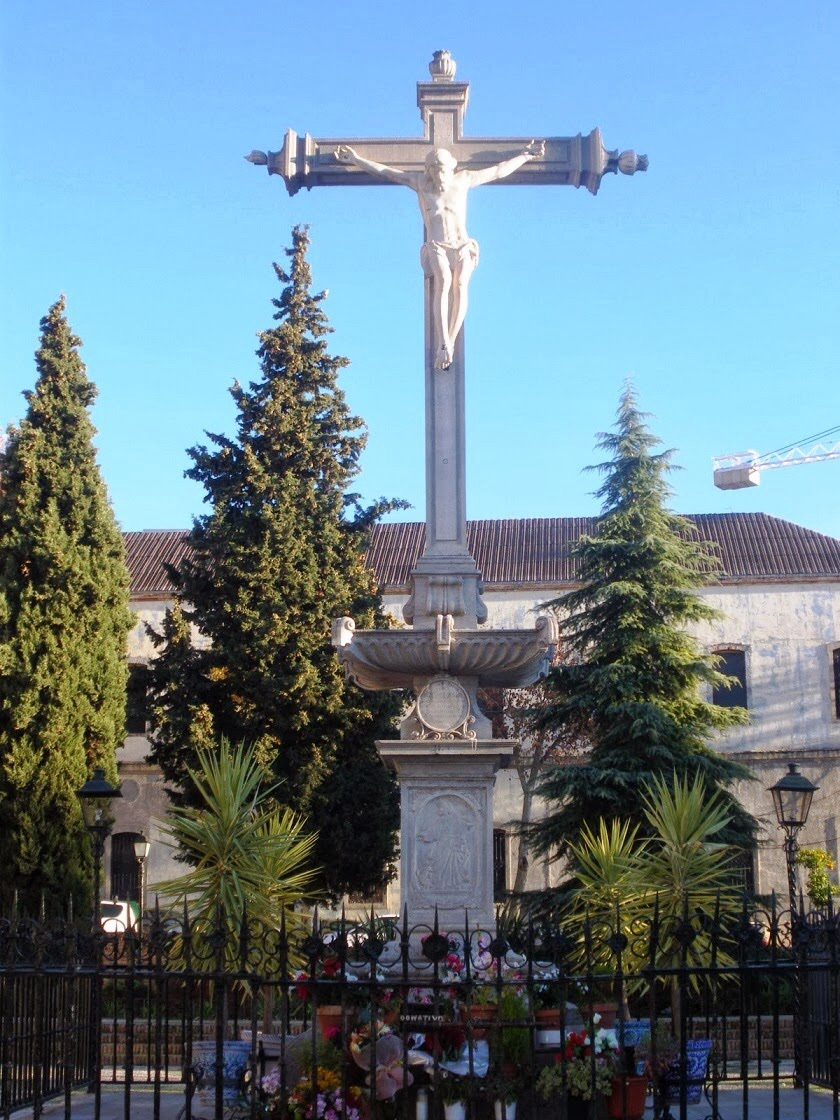
Die Statue Christo de los Favores auf dem Campo del Principe

Realejo-San Matías (auch el Realejo) ist eine zur Altstadt zählende Nachbarschaft in der andalusischen Stadt Granada; es soll sich zur Zeit der maurischen Herrschaft in Granada um das den jüdischen Bewohner zugewiesene Viertel gehandelt haben, um Garnata al-Yahud, das „Granada der Juden“. Nachdem die Reyes Catolicos die Stadt übernommen hatten, wurde der Bereich in Realejo umbenannt; hier befand sich das Militärlager des Königs. Heutzutage ist es in bestimmten Abschnitten ein beliebtes Ausgehviertel mit zahlreichen Tapas-Bars.

## Besonderheiten
- Das Campo del Príncipe, das Herz des Viertels, wurde 1497 über einem Platz oder Friedhof aus der maurischen Zeit errichtet;[3] hier wurde die in Burgos geschlossene Hochzeit des Sohns der Katholischen Könige, des Prinzen Juan de Aragón offiziell gefeiert, daher der Name. Der 1682 auf dem Platz aufgestellten Christusstatue, dem Cristo de los Favores, wird die Macht zugeschrieben, Wünsche zu erfüllen. Zudem finden sich entlang des Platzes verschiedene Bars und Restaurants sowie die Escuela Técnica Superior de Arquitectura.[4][5]
- Der Park Carmen de los Mártires.
- Das Museum Casa de los Tiros.
- Das Haus des Gonzalo Fernández de Córdoba, des Gran Capitán, in der Calle San Matías.
- Die Parochialkirche San Cecilio in der Nähe des Campo del Principe; sie wurde auf einer alten Moschee erbaut und ist dem Schutzheiligen der Stadt gewidmet.
- Das Kloster Santa Cruz la Real de Padres Dominicos, 1492 nach der Einnahme der Stadt durch die Katholischen Könige gegründet. Vor der barocken Klosterkirche Santo Domingo findet sich eine Statue des Fray Luis de Granada.